# République des conseils
Une république des conseils ou république des soviets ou encore république soviétique est un système de gouvernement dans lequel l'ensemble du pouvoir d'État appartient aux conseils ouvriers ; il s'agit d’un sous-type d'une république parlementaire. Bien que le terme soit généralement associé aux États communistes, il n'a pas été initialement conçu pour représenter une seule force politique, mais simplement une forme de la démocratie directe et représentative.
Dans une république des conseils, tout le pouvoir appartient en théorie aux conseils : leurs décisions, qui instituent les pouvoirs, ne sont pas tenues d'être ratifiées ou soussignées par d'autres organismes ou personnes. Dans la pratique politique durant l'histoire du communisme, la hiérarchisation des conseils (soviets), avec un « Conseil suprême » au-dessus des autres (monopolisant le pouvoir de modifier la constitution, de changer le gouvernement, de confisquer des biens, de rendre la justice, d'établir des relations avec d'autres états et de mobiliser des troupes) a inversé le courant de souveraineté, l'imposant du sommet vers la base à l'encontre de l'idéal des conseils (ce qui a d'ailleurs suscité, entre autres révoltes, celle de 1921). De ce fait, les conseils sont devenus des rouages d'exécution des pouvoirs, perdant toutes leurs prérogatives initiales et devenant, aux différents échelons territoriaux, des « chambres d'enregistrement à l'applaudimètre préréglé ».
Cet enjeu des conseils ouvriers marquera notamment la naissance de l'opposition au sein du marxisme entre deux courants particuliers : les conseillistes et les léninistes.

## Allemagne
Après la chute du régime impérial à la fin de la Première Guerre mondiale, des républiques des conseils furent brièvement à l'œuvre en différentes régions de l'Allemagne, en particulier à Munich. Adolf Hitler, encore soldat à l'époque, eut, prétend-il, maille à partir avec leurs dirigeants, mais dans Mein Kampf il mentionne lui-même s'être inspiré de certaines de leurs idées et méthodes de combat.

## Alsace-Lorraine
Une République alsacienne des conseils (ou république des conseils d'Alsace) a existé pendant quelques jours en novembre 1918, entre l'évacuation du territoire alsacien-mosellan par les troupes allemandes et l'arrivée des autorités françaises.

## Chine
En Chine, les communistes ont constitué une république des conseils, la République soviétique chinoise, sur le modèle de l'URSS, de 1931 à 1937 dans le Jiangxi, puis au terme de la « longue Marche », dans le Shaanxi de 1938 à 1949 et également en Mandchourie, en Mongolie intérieure et au Xinjiang de 1945 à 1949 : la République populaire de Chine lui a succédé à l'issue de la guerre civile chinoise.

## Hongrie
Inspirées des conseils ouvriers en Russie (1905, puis 1917-1918) et en Allemagne (1918-1919), trois républiques des conseils ont été proclamées en Hongrie nouvellement indépendante par les révolutionnaires bolcheviks hongrois dont un important dirigeant fut Béla Kun :
- au Banat en octobre-novembre 1918 (qui fut étouffée lors de l'occupation du Banat par l'armée française du général Louis Franchet d'Espèrey)[6],
- en Hongrie centrale du 21 mars 1919 au 1er août 1919 (qui fut étouffée par les troupes franco-roumaines)[7],[8]
- et en Slovaquie du 16 juin 1919 au 7 juillet 1919 (qui fut étouffée par les troupes tchécoslovaques)[9],[10].

## Union soviétique
L'URSS fut un État fédéral qui a existé de 1922 à 1991, composé de « républiques socialistes soviétiques », littéralement de républiques socialistes des conseils : « soviet » (совет en russe) signifiant littéralement « conseil ». L'URSS a été précédée par les quatorze républiques socialistes soviétiques des années 1917-1922, qui ont remplacé la République russe renversée par les bolcheviks lors de la révolution d'Octobre :
- Russie,
- Lituanie-Biélorussie,
- Donbass,
- Odessa,
- Stavropol,
- Terek,
- Nord-Caucase,
- Kouban-mer Noire,
- Abkhazie,
- Transcaucasie,
- Khorezm,
- Boukhara,
- Extrême-Orient
- et Touva (détachée de la Mongolie)

L'URSS a été formée à partir de 1922 par les seize républiques socialistes soviétiques qui se sont constituées ou ont rejoint l'Union jusqu'en 1945, puis par les quinze restantes qui se sont séparées en 1991 :
- Arménie,
- Azerbaïdjan,
- Biélorussie,
- Carélie (jusqu'en 1956),
- Estonie,
- Géorgie,
- Kazakhstan,
- Kirghizistan,
- Lettonie,
- Lituanie,
- Moldavie,
- Ouzbékistan,
- Russie,
- Tadjikistan,
- Turkménistan
- et Ukraine.